# Kindermishandeling

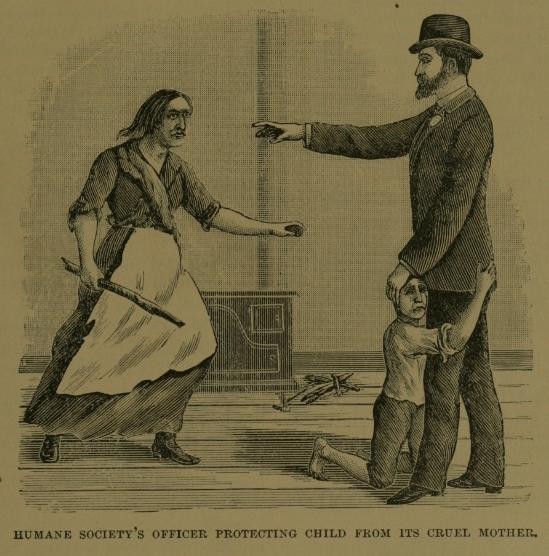
Illustratie van de Toronto Humane Society

Kindermishandeling is minderjarige personen onthouden van noodzakelijke behoeften en elke bedreigende of gewelddadige interactie van fysieke, psychische of seksuele aard die mogelijk lichamelijke of psychische schade veroorzaakt bij het kind. 
In Nederland geeft de Jeugdwet (artikel 1) de volgende definitie van kindermishandeling:

[Kindermishandeling is] elke vorm van voor een minderjarige bedreigende of gewelddadige interactie van fysieke, psychische of seksuele aard, die de ouders of andere personen ten opzichte van wie de minderjarige in een relatie van afhankelijkheid of van onvrijheid staat, actief of passief opdringen, waardoor ernstige schade wordt berokkend of dreigt te worden berokkend aan de minderjarige in de vorm van fysiek of psychisch letsel[.]

## Categorieën
Kindermishandeling wordt vaak in vijf categorieën onderverdeeld:

### Psychische verwaarlozing
Men spreekt van psychische of emotionele verwaarlozing wanneer een kind niet de nodige aandacht krijgt om zich op een gezonde manier mentaal en sociaal te ontwikkelen.
Het gaat om het negeren van het bestaan van het kind, het onvoldoende interesse tonen in het kind en zijn leefwereld of het aan zijn lot overlaten. Bij jonge kinderen kan het gevolg zijn dat ze niet leren hoe ze zich emotioneel aan een ander moeten hechten. Men spreekt ook van "'cognitieve verwaarlozing'", waarbij de ouder het kind de mogelijkheid op onderwijs (gedeeltelijk) ontneemt.

### Psychische mishandeling
Onder psychische mishandeling valt de herhaaldelijk verbale agressie, het kleineren of het zich minderwaardig laten voelen van het kind. 
Een bijzondere vorm van psychische mishandeling is de "cognitieve mishandeling" waarbij er aan het kind te hoge eisen gesteld worden en het kind bijvoorbeeld verplicht wordt meer dan in gezonde hoeveelheid te studeren om beter te presteren. Het schaden van de relaties en de loyaliteit aan de ouders valt volgens alle handboeken kindermishandeling onder het begrip psychische kindermishandeling. Deze vorm van mishandeling en (loyaliteitsmisbruik) kan leiden tot het ontwikkelen van het ouderverstotingssyndroom.
De niet passende 'inzet' van de jeugdige bij partnergeweld, een vechtscheiding of ziekte (parentificatie) valt onder emotionele mishandeling. Het als kind getuige zijn van partnergeweld tussen ouders of mishandeling van broertjes en zusjes is eveneens een vorm van emotionele mishandeling.

### Lichamelijke verwaarlozing
Als een ouder of verantwoordelijke onvoldoende verzorging biedt, spreekt men van lichamelijke verwaarlozing. Verzorging betreft het voorzien van voldoende en gezond voedsel, het verschaffen van gepaste schone kleding, het zorgen voor de nodige hygiëne van kind en omgeving en toegang verlenen tot medische verzorging.

### Lichamelijke mishandeling
Men spreekt van lichamelijke mishandeling wanneer er fysiek geweld wordt gebruikt tegen een kind. Het kan hier gaan om slaan, schoppen, aan de haren trekken of knijpen, maar ook verbranden, moedwillig laten vallen van een kind, het vastbinden of opsluiten zijn vormen van lichamelijke mishandeling. Zelfs roken in de nabijheid van kinderen wordt tegenwoordig meer en meer beschouwd als mishandeling, aangezien passief roken vooral voor kinderen erg schadelijk geacht wordt. De grens tussen lijfstraffen en mishandeling is vaak onderwerp van discussie. Een 'corrigerende tik' wordt door sommigen niet als mishandeling beschouwd, al is in België voorgesteld elke fysieke agressie tegen kinderen te verbieden. In Nederland is dit reeds het geval. Vanaf 25 april 2007 is het in Nederland voor ouders verboden om hun kinderen te slaan. Artikel 1:247 lid 2 van het Burgerlijk Wetboek is hiervoor aangepast.
Hierin staat nu dat in de verzorging en opvoeding van het kind de ouders geen geestelijk of lichamelijk geweld of enige andere vernederende behandeling mogen toepassen. Onder geweld wordt verstaan het opzettelijk pijn doen van een kind. Hieronder valt ook de 'pedagogische' of 'corrigerende' tik.
De gevolgen van fysiek geweld zijn vaak niet zichtbaar. Toch zijn er vaak emotionele gevolgen en geregeld ziet men ook lichamelijke letsels zoals blauwe plekken, kneuzingen, breuken, brandwonden of andere "onverklaarbare" letsels. 
Twee bijzondere vormen van kindermishandeling die ook onder lichamelijke kindermishandeling vallen zijn
- het syndroom van Münchhausen by proxy. Het kind wordt op medisch vlak mishandeld. Meestal is het de moeder die het kind opzettelijk vergiftigt of lichamelijke letsels toebrengt met als doel persoonlijke aandacht te krijgen van medisch personeel.
- het shakenbabysyndroom. Deze vorm van mishandeling vindt doorgaans plaats uit onmacht, bv. in geval een huilbaby, waarbij de baby hardhandig wordt geschud. Hierdoor kan ernstige schade optreden aan het centraal zenuwstelsel met mentale retardatie, blindheid of de dood tot gevolg. De arts kan een hersenbloeding of retina puntbloedingen vaststellen.

### Seksueel kindermisbruik
Onder seksueel kindermisbruik wordt seksueel grensoverschrijdend gedrag tussen een volwassene en een kind verstaan. Het kan gaan om zowel passieve als actieve seksuele handelingen door of met minderjarigen. Seksueel getinte aanrakingen, aanranding, verkrachting en kinderprostitutie vallen onder seksueel kindermisbruik, maar ook bijvoorbeeld (de  aanmaak van) kinderpornografie.

## Daders

### Moeders en vaders
In het algemeen blijkt uit onderzoeken dat meer moeders kinderen mishandelen dan vaders.
Dit zou ten dele kunnen worden verklaard door het feit dat moeders gemiddeld langere tijd in de nabijheid van hun kinderen doorbrengen. Een andere mogelijke verklaring is dat de misdragingen van moeders minder makkelijk kunnen worden gecorrigeerd vanwege de afwezigheid van derden. (Zie ook kopje Eenoudergezinnen.)

### Stiefouders
Stiefouders leveren in het algemeen een aanzienlijk hoger risico op voor kinderen. Aan dit verschijnsel is de naam Cinderella-effect gegeven.

### Eenoudergezinnen
Van de gemelde kinderen leeft 37,5 % in eenoudergezinnen die zelf maar 14,9 % van de gezinnen in Nederland uitmaken. Verreweg de meeste een-oudergezinnen zijn moeder-gezinnen.

### Kindermishandeling door familieleden
Ook andere familieleden dan de ouders of stiefouders kunnen dader zijn, bijvoorbeeld broers en zussen (siblinggeweld), grootouders, ooms, tantes, neven en nichten.

### Kindermishandeling door derden
Kinderen worden ook mishandeld door daders die niet tot het gezin of familie behoren. Het gaat hierbij meestal om kinderen die (sterk) afhankelijk van de dader zijn, bijvoorbeeld een leerkracht of een opvoed(st)er.

## Overheid en hulpverleners

### Nederland
Er is vaak veel kritiek op het optreden van overheid en hulpverleners inzake kindermishandeling.  
De zogeheten Bolderkar-affaire is in dat verband een berucht voorbeeld. Hulpverleners meenden met behulp van poppen te hebben vastgesteld dat een tiental kinderen van een Vlaardings kinderdagverblijf werd misbruikt. Naderhand bleek dat ze zich hadden vergist. De aangerichte schade was niet meer te herstellen.
Vaak worden door het mishandelde kind, door degene die mishandelt of door de omgeving signalen afgegeven die door verantwoordelijke instanties niet opgemerkt worden. Mede door een gebrekkige samenwerking en afstemming zijn verantwoordelijke instanties vaak niet op de hoogte van elkaars zorgen omtrent het welzijn van kind, waardoor de ernst van de situatie onvoldoende in beeld komt en waardoor er niet of niet tijdig ingegrepen wordt. Ook vooroordelen kunnen een rol spelen bij het slecht signaleren van kindermishandeling. Zo worden, in strijd met de feiten (zie hierboven) vaders in de regel te veel gezien als mishandelaars van vrouwen en kinderen. Ook worden veel meldingen niet opgenomen omdat het een veronderstelde uiting van partnerconflicten zou betreffen (bijvoorbeeld: Tolbert-case). Het ontbreekt  de professional vaak aan kennis over wat te doen bij een vermoeden van kindermishandeling. Het vroegtijdig signaleren van kindermishandeling krijgt wel meer aandacht. De medewerkers van het Expertisecentrum Kindermishandeling en de Reflectie- en Actiegroep Aanpak Kindermishandeling (RAAK) vinden dat ze daar een flinke bijdrage aan hebben geleverd. 
Mishandeling kan soms pas worden aangepakt als het is aangetoond. De aanpak is verder afhankelijk van de prioriteit zoals die door medewerkers van het Advies- en Meldpunt Kindermishandeling (AMK) en Raad voor de Kinderbescherming wordt gehanteerd. Het krijgen van een kind wordt als een natuurlijk recht beschouwd. Een certificaat van bekwaamheid is voor het aanvaarden van het ouderschap niet nodig. Vaak wordt een kind geboren in een omgeving waarvan men met redelijke zekerheid kan aannemen dat die voor het kind bedreigend is, bijvoorbeeld bij een aan drugs verslaafde moeder zonder toekomstperspectief.
Het Besluit verplichte meldcode huiselijk geweld en kindermishandeling regelt onder meer de kindcheck, een gestandaardiseerde controle of een cliënt (vermoedelijk slachtoffer, pleger of getuige van huiselijk geweld of kindermishandeling waarmee een professional beroepsmatig in contact staat) verantwoordelijk is voor de verzorging en opvoeding van een of meer minderjarigen, met het oog op de veiligheid van hen.

### Vlaanderen
Het Vlaams ministerie van Welzijn richtte eind 20e eeuw Vertrouwenscentra kindermishandeling op, na een proefperiode met "vertrouwensartsen". In principe kunnen zowel daders, als de (omgeving van de) slachtoffers daar onder beroepsgeheim terecht. Artsen, maatschappelijk werkers en psychologen kunnen hen opvangen. Ook probeert men onderscheid te maken tussen echt misbruik en het (ten onrechte) beschuldigen van misbruik. Mogelijk kan de begeleiding leiden tot een normalisatie van de toestand. Als dat niet het geval is kan alsnog doorverwezen worden naar het parket voor een juridische aanpak.

## Organisaties die opkomen voor kinderen
- Defence for Children International